# Institution nationale des sourdes et muettes de Bordeaux-Castéja
Das Institution nationale des sourdes et muettes de Bordeaux-Castéja ist eine ehemalige Spezialschule für junge Gehörlose und Schwerhörige mit Sitz in Bordeaux.
Sie wurde als Ersatz für die Gehörlosenschule in Bordeaux gegründet und war von der Mitte des 19. Jahrhunderts bis zum Zweiten Weltkrieg im Stadtteil Saint-Seurin ansässig. Nach Kriegsende dienten diese Gebäude bis zu ihrem Umzug im Jahr 2003 in das Viertel Mériadeck als zentrale Polizeiwache. Die Stätte wurde Ende 2010 als historisches Denkmal registriert.
Diese Gebäude wurden vom Staat zum Zwecke der Renovierung verkauft und waren 2016 Gegenstand von Ausgrabungen, die zur Entdeckung einer antiken Nekropole führten, die von Fachleuten als „außergewöhnlich“ beschrieben wurde.

## Lage
Das Institut befindet sich im Zentrum von Bordeaux, in der rue de l’Abbé-de-L’Épée 87.

## Geschichte

### Beginn
Das Bordeaux-Institut wurde am 20. Februar 1786 gegründet, im Bezirk Saint-Seurin unter der Schirmherrschaft von Erzbischof Jérôme Champion de Cicé, der die Leitung Roch Ambroise Sicard anvertraute, einem der besten Schüler von Charles-Michel de l’Epée, genannt Abbé de L'Épée. Dieses Institut war gemischt und hatte zum Ziel, gehörlosen Kindern im Südwesten die gleiche Ausbildung zu bieten, die Abbé de l'Épée gehörlosen Kindern in der Region Paris in seinem Familienhaus in der Rue des Moulins in der Nähe der Kirche Saint-Roch anbot. Nach dem Tod von Abbé de l'Épée im Dezember 1789 ging Sicard nach Paris mit dem Ziel, die Leitung der neuen Nationalen Institution für Gehörlose zu übernehmen. Im April 1790 trat der Laie Jean de Saint-Sernin (1741–1816), ein Schüler Sicards, an seine Stelle und leitete die Einrichtung bis zu seinem Tod. Die Schule, die anfangs etwa zwanzig Schüler aufnahm, befand sich zunächst in der Rue Capdeville 39 und ab 1792 in der Rue du Hâ, in einem Flügel des Minimes-Klosters.
Während der Revolution stellte ein Dekret des Konvents vom 12. Mai 1793 die Schule „unter den besonderen Schutz der Nation“. 1797 zog sie in die rue des Religieuses (heute rue Thiac) in das ehemalige Katharinenkloster. Ab 1804 waren die Schwestern von Nevers für die Ausbildung junger Mädchen verantwortlich. Die Jungen haben Werkstattleiter und Lehrer. Bis 1834 sorgten Baumaßnahmen dafür, dass die Gebäude mehr oder weniger in gutem Zustand blieben. Allerdings konnten sie weder die Probleme der Ungesundheit und der beengten Verhältnisse noch den langsamen Verfall der Gebäude verhindern. In einigen Fällen standen im Zuge städtischer Bauprojekte sogar der Abriss bevor. Im Jahr 1859 beendete der Staat die Koedukation in Paris und Bordeaux: Alle Mädchen wurden in Bordeaux zusammengeführt, die Jungen in Paris. Das offizielle Ziel dieser Beendigung der Koedukation bestand darin, junge Gehörlose so weit wie möglich von Verabredungen und Heiraten abzuhalten, da der Staat sie für unfähig hielt, Kinder richtig zu erziehen und zudem die vermeintliche Vererbung der Gehörlosigkeit fürchtete. Es handelt sich um eine eugenische Maßnahme.

### Bau eines neuen Gebäudes
Die unhygienischen Räumlichkeiten wurden zerstört. Zwischen 1834 und 1860 wurden vier Bauprojekte von Joseph-Adolphe Thiac, dem Departementsarchitekten von Bordeaux und Erbauer des Palais de Justice, entwickelt und vorgeschlagen. Das letzte Projekt wird nach letzten Änderungen aufgrund des Dekrets vom 11. September 1859 angenommen und um zukünftig Räumlichkeiten nur an junge Mädchen zu vergeben. Der Bau begann 1861 und dauerte bis 1870.

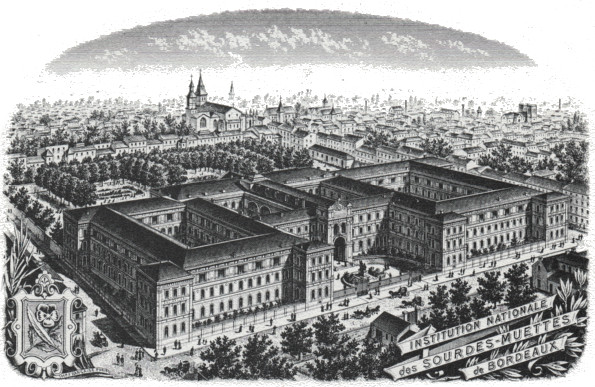
Von Joseph-Adolphe Thiac errichteter Neubau

### Sein Ende unter Besatzung bis heute
Im Jahr 1940, während der Deutschen Besetzung, wurde das Gebäude von den Deutschen beschlagnahmt und von 1949 bis 1958 nach und nach zur zentralen Polizeistation von Bordeaux. Gleichzeitig wurde die Einrichtung unter dem Namen Institut national des jeunes sourds wieder gemischt und zog 1958 in das Château Laburthe in Gradignan um, wo sie sich noch heute befindet. 

### Standortsanierung
Die Gebäude wurden vom Staat verkauft. Sie gehörten zu den ersten Standorten, die der Staat im Rahmen des Cécile Duflot zur Mobilisierung öffentlicher Grundstücke für den sozialen Wohnungsbau übertrug. Am 31. Oktober 2014 wird Girondin OPH Eigentümer des Gebäudes. Im Jahr 2015 übertrug eine Jury die Projektleitung für die Renovierung des Gebäudes einem Architekturbüro aus Bordeaux. 
Das Projekt umfasst die Einrichtung von Wohnungen, eines Hotels und einer Schule im sanierten Altbau sowie in einem Neubau auf dem ehemaligen Parkplatz der Polizeiwache.
Ende 2016 wurden an dieser Stelle Ausgrabungen durchgeführt, bei denen eine antike Nekropole entdeckt wurde, die möglicherweise mit der Zeit der Justinianischen Pest in Verbindung steht und von Fachleuten als „außergewöhnlich“ beschrieben wurde.

## Architektur
Die ehemalige Taubstummenanstalt ist ein viereckiger Bau mit den Maßen 158 Meter und 60 Meter Breite. Es umfasst mit seinem Garten eine Fläche von knapp 13.000 m². Als klassisches und homogenes Gebäude ließ es sich von den architektonischen Modellen der großen Meister der italienischen Renaissance inspirieren.
Seine Regelmäßigkeit, die mit ihrem Spiel aus vertikalen und horizontalen Linien streng und eintönig erscheinen mag, wird durch die Sorgfalt gemildert, mit der die vielfältigen dekorativen Motive behandelt wurden. Das originellste davon ist das maschinengeschriebene Alphabet, das in die hervorstehenden Tische entlang der Wände des ersten Stocks gemeißelt ist.
Eine Statue Abbé de L’Épées überragt die Veranda. Der Haupteingang wird von vier Medaillons eingerahmt, die das Bildnis von Abt de l’Épée, Erzbischof Champion de Cicé, Abbé Sicard und Jean de Saint-Sernin zeigen.
Das Hauptgebäude, flankiert von einem äußeren Portikus, beherbergt einen großen Vorraum, eine Kapelle, eine Sakristei, eine Bibliothek, Büros, Verwaltungsdienste, Klassenzimmer und das Refektorium. Die Statue des Abtes des Schwertes, die den Portikus dominiert, ist das Werk des Bildhauers Louis-André de Coëffard (1818–1887).

## Bibliographie
- Myriam Vialatte: L’institution des sourdes-muettes de Bordeaux, Vol. LXXXV, 1994, S. 109–121
- Adrien Cornié: Étude sur l’institution nationale des Sourdes-Muettes de Bordeaux, 1786-1903, Imprimerie Nouvelle F. Pech, 2. Aufl., 1903, 208 S.